# Саблін Валерій Михайлович
Вале́рій Миха́йлович Са́блін (1 січня 1939 — 3 серпня 1976) — радянський офіцер Військово-морського флоту, капітан 3-го рангу, який 9 листопада 1975 року підняв повстання на великому протичовновому кораблі «Сторожовий».
Згідно з офіційною версією, він намагався викрасти ВПК «Сторожовий» та піти на ньому до Швеції.
Згідно з версією самого Сабліна, він захопив корабель на знак протесту проти відходу партії і уряду СРСР від ленінських положень про будівництво соціалізму. Він спрямував корабель до Кронштадта з наміром домогтися дозволу виступити по Центральному телебаченню СРСР зі зверненням до Брежнєва і викладом своїх поглядів.

## Біографія
Валерій Саблін народився 1 січня 1939 року в Ленінграді в сім'ї спадкового морського офіцера Михайла Петровича Сабліна. У 1956—1960 роках навчався у Вищому військово-морському училищі імені М. В. Фрунзе, де був обраний секретарем факультетского комітету комсомолу, а в 1959 році вступив до КПРС.
Здобувши фах корабельного артилериста, у грудні 1960 року розпочав службу на Північному флоті на посаді помічника командира батареї 130-міліметрових гармат ескадреного міноносця проєкту 30-біс «Ожесточённый». 2 листопада 1961 року його перевели до нового місця служби на посаду командира групи управління артилерійським вогнем на новітній есмінець проєкту 56 «Сведущий». Неодноразово отримував заохочення з боку командування. Проте перше його підвищення у званні було майже на рік затримано через листи, які він надіслав Микиті Хрущову, викладаючи в них свої думки про чистоту партійних рядів.
У жовтні 1963 року «Сведущий» був переведений на Чорноморський флот. Через низку причин Сабліна не влаштовувало нове місце служби і він написав кілька рапортів з проханням перевести його назад на Північний флот. Незабаром його прохання було задоволено, і в 1965 році він отримав призначення на посаду помічника командира корабля протичовнової оборони Північного флоту ПЛК-25.
До 1969 року служив на Північному флоті на стройових посадах. З посади помічника командира сторожового корабля вступив до Військово-політичної академії імені В. І. Леніна. Закінчив її з відзнакою в 1973 році, його ім'я було вибито на мармуровій дошці серед імен інших найкращих випускників академії.
Після закінчення академії 29 червня 1973 капітан III рангу Саблін отримав призначення на посаду заступника командира по політичній частині (замполіта) на ВПК «Бдительный» 128-ї бригади 12-ї дивізії ракетних кораблів Балтійського флоту. Однак у той час як Саблін знаходився в післяакадемічній відпустці, з ВПК «Сторожевий» (що також входив в 128-у бригаду) був звільнений за п'янство замполіт капітан-лейтенант Подрайкін. Тому після прибуття в Балтійськ 13 серпня Саблін був призначений на «Сторожевий». Незабаром після прибуття він отримав квартиру в Балтійську, і до нього приїхала дружина з сином.
ВПК «Сторожевий» був новим кораблем, його екіпаж тільки формувався. У офіцерів було багато роботи, і Саблін поки не мав можливості здійснити свій задум — використовувати бойовий корабель як «трибуну», з якої по радіо можна було б дати сигнал до початку змін у країні.
У жовтні 1974 року ВПК «Сторожевий» і ВПК «Славний» відвідали з дружнім візитом Росток для святкування 25-ї річниці утворення НДР. Після повернення з Ростока екіпаж «Сторожевого» був доукомплектований особовим складом, та 1 січня 1975 року в складі загону кораблів Балтійського флоту БПК вийшов на бойову службу в Середземне море з подальшим заходом на Кубу. Під час несення бойової служби Саблін вивчав екіпаж і поступово знайомив зі своїми поглядами і планами деяких його членів, знаходячи серед них однодумців. 1 травня 1975 року кораблі повернулися в Балтійськ. За підсумками походу командир ВПК «Сторожевий» Потульний і замполіт Саблін були нагороджені орденом «За службу Батьківщині у Збройних Силах СРСР» 3-го ступеня.
Можливість для виступу з'явилася у Сабліна восени 1975 року, коли «Сторожевий» був спрямований на плановий ремонт в Лієпаю, але до цього мав взяти участь у військово-морському параді в Ризі, присвяченому 58-й річниці Жовтневої революції. Деякі офіцери корабля (серед них старший помічник командира капітан-лейтенант Новожилов) пішли у відпустку.
6 листопада 1975 року «Сторожевий» прибув на рейд Риги і став на визначену йому швартову бочку, де він мав знаходитися до ранку 9 листопада, після чого слідувати в Лієпаю на ремонт. 8 листопада близько 19 години Саблін замкнув командира корабля Анатолія Потульного на нижній палубі. Після цього він зібрав 13 офіцерів і 13 мічманів у мічманській кают-компанії та виклав свої погляди і пропозиції. Зокрема, він оголосив, що керівництво СРСР відійшло від ленінських принципів, через що в країні процвітають бюрократизм, окозамилювання, використання службового становища в особистих цілях.
Саблін запропонував зробити самовільний перехід корабля в Кронштадт, оголосити його незалежною територією, від імені екіпажу витребувати у керівництва партії та країни можливість виступити по Центральному телебаченню з викладом своїх поглядів. На питання, як ці погляди пов'язуються з його партійністю, він відповів, що вийшов із партії і не вважає себе пов'язаним із нею. Коли його запитали, де командир корабля, він заявив, що командир перебуває у каюті та обмірковує його пропозиції.
Далі Саблін запропонував проголосувати за його пропозиції. Частина офіцерів його підтримала, а 10 виступили проти та були ізольовані. Потім Саблін зібрав команду корабля і виступив перед матросами і старшинами. Він оголосив, що більшість офіцерів на його стороні і запропонував екіпажу також підтримати його.
Плани замполіта порушив командир електротехнічної групи корабля старший лейтенант Фірсов, якому вдалося о 2:55 непомітно покинути «Сторожевий» та дістатися до підводного човна, що стояв на рейді. Фірсов доповів оперативному черговому про ситуацію на кораблі, тим самим позбавивши Сабліна переваги у часі. Адже всі знали, що ВПК повинен відправитися на ремонт, і вихід корабля з порту не мав викликати жодних підозр. Після втечі Фірсова розраховувати на це Саблін вже не міг, і тому він почав діяти негайно. Саблін вивів корабель з порту і направив його до виходу з Ризької затоки.
По тривозі були підняті 9 кораблів прикордонної охорони і Балтійського флоту, а також 668-й бомбардувальний авіаційний полк. Їх відправили навздогін за «Сторожевим» з наказом, у випадку необхідності, потопити корабель.
Після удару по кораблю бомбардувальної авіації кілька десятків матросів звільнили капітана, він піднявся на місток, прострелив ногу Сабліну і відновив командування кораблем. Саблін та його прихильники були арештовані.
Військовою колегією Верховного суду СРСР, що засідала з 6 по 13 липня 1976 року, Саблін був визнаний винним за пунктом «а» статті 64 КК РСФСР (Зрада Батьківщини) і засуджений до смертної кари. Розстріляний 3 серпня 1976 року в Москві.

## Перегляд справи
У 1994 році Військова колегія Верховного суду РФ переглянула справу Сабліна «з урахуванням нових обставин» і перекваліфікувала її зі «зради Батьківщини» на статті про військові злочини (перевищення влади, непокора і опір начальству), за сукупністю яких змінила вирок на 10 років позбавлення волі. При цьому в ухвалі від 12 квітня 1994 року було вказано, що повній реабілітації Саблін і його соратник матрос Олександр Шеїн (засуджений у 1976 році до 8 років позбавлення волі) не підлягають.

## Сім'я
- Прадід по маминій лінії — Федір Савельєвич Тюкін, кондуктор, помер у жовтні 1914 року в районі півострова Ханко (Фінляндія) разом зі всім екіпажем броненосного крейсера «Паллада».
- Батько — Михайло Петрович Саблін[4], капітан I рангу, з серпня 1948 по травень 1951 року — заступник начальника штабу Північного флоту, кавалер орденів Леніна, Червоного Прапора, Вітчизняної Війни I і II ступенів, двох орденів Червоної Зірки.
- Двоюрідний брат — Леонід Іванович Саблін (1949—2012)[5] (Михайло Петрович Саблін[4] та Іван Петрович Саблін[6] — рідні брати), директор Печорського рибокомбінату в Нарьян-Марі, з 1993 по 1995 рік — представник у Раді Федерації від Ненецького автономного округа, з 2005 по 2008 рік — мер Нарьян-Мара.
- Двоюрідний брат — Олександр Іванович Саблін[6], член ЦК КПРФ.

## У кінематографі
- Останній парад замполіта Сабліна (відео [Архівовано 6 січня 2020 у Wayback Machine.])
- The True Story. The Hunt For Red October (відео [Архівовано 6 листопада 2020 у Wayback Machine.]) (англ.)
- Исторические хроники. 77-я серия. 1975 год. Элем Климов. 30-я минута (видео [Архівовано 19 вересня 2016 у Wayback Machine.])